# Canthium siamense
Canthium siamense är en måreväxtart som först beskrevs av Hermann August Theodor Harms, och fick sitt nu gällande namn av Charles-Joseph Marie Pitard. Canthium siamense ingår i släktet Canthium och familjen måreväxter.
Artens utbredningsområde är Thailand. Inga underarter finns listade i Catalogue of Life.